# Лхоксемаве
Лхоксеумаве (індонез. Kota Lhokseumawe; ачес. Lhôk Seumaw‘è, Джаві: لهوکسيوماوي‎) — друге за величиною місто в провінції Ачех, Індонезія. Місто займає площу 181,06 квадратних кілометрів, а населення за даними перепису 2010 року становило 171 163, а за переписом 2020 року — 188 713 осіб. Місто є ключовим регіональним центром, важливим для економіки Ачеха.

## Історія
Назва  Лхоксемаве  походить від слів lhok і seumawe. Lhok означає «глибина», «затока» та «океанські жолоби», а Lhokseumawe означає закручену воду в морі вздовж берега Банда-Шакті та його околиць. Місто раніше було частиною регіону Північний Ачех. Ця територія пов’язана з появою королівства Самудера Пасаї приблизно в 13 столітті, яке згодом перейшло під суверенітет Султанату Ачех у 1511 році.

### Доколоніальна епоха

Карта султанату Ачех за правління султана Іскандара Муди

Султанат Ачех був заснований султаном Алі Мугаяцяхом у 1511 році. Пізніше, під час його золотої ери, у 17 столітті, його територія та політичний вплив поширилися аж до Сатуна на півдні Таїланду, Джохора на Малайському півострові та Сіаку в сучасній провінції Ріау. Як і у випадку з більшістю не-яванських доколоніальних держав, аченська влада поширювалася назовні морем, а не вглиб країни. У міру того, як він розширювався узбережжям Суматри, його головними конкурентами були Джохор і португальська Малакка на іншому боці Малаккської протоки. Саме ця морська торгівля змусила Ачех покладатися на імпорт рису з північної Яви, а не розвивати самозабезпечення у виробництві рису. Після португальської окупації Малакки в 1511 році багато ісламських торговців, які проходили через Малаккську протоку, перемістили свою торгівлю в Банда-Ачех і збільшили багатство ачехських правителів. Під час правління султана Іскандара Муди в 17 столітті вплив Ачеха поширився на більшу частину Суматри та Малайського півострова. Ачех об'єднався з Османською імперією та голландською Ост-Індською компанією в їхній боротьбі проти португальців та султанату Джохор. Згодом військова міць Ачеха поступово зменшилася, і Ачех поступився своєю територією Паріаман на Суматрі голландцям у 18 столітті.

### Колоніальна епоха

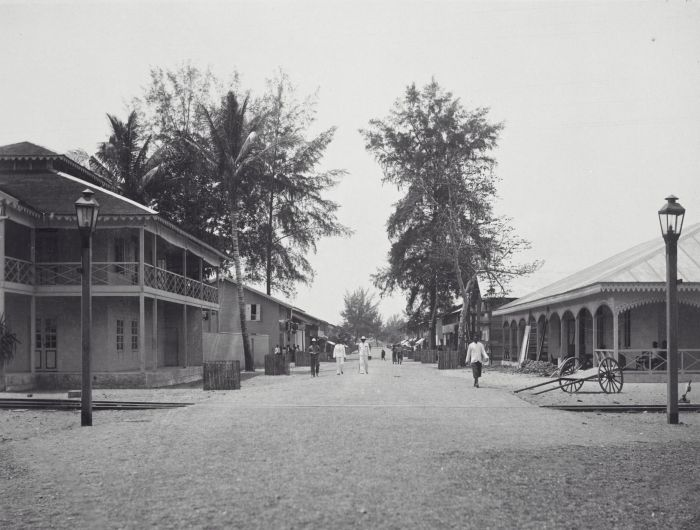
Вулиця в Лхоксемаве в голландський колоніальний період

До 20 століття країною правив улібаланг Кутабланг. у 1903 році після того, як борці опору голландським колоністам послабили Ачех, і почали його освоювати. У другому десятилітті 20-го століття серед усього материка Ачех невеликий острів близько 11 км 2, широко розділений річкою Круенг Кунда. Заповнені будівлі Генерального уряду, військових і транспортної залізниці голландським урядом. Невеликі острови з селами Кеуде Ачех, Кампунг Джава, Кута Бланг, Мон Геудонг, Теумпок Теунгох, Хагу Кампунг, Утеуен Баї та Уджонг Бланг були абсолютно новими. Будівля за будівлею заповнювала цю землю, поки місто не реалізувало зародки гавані, ринку, залізничної станції та офісів державних установ.

### Епоха незалежності
З моменту проголошення незалежності Уряд Республіки Індонезія не встановив системних для цього району. Спочатку Лхоксемаве об'єднався з Bestuurder Van Cunda. Населення материка ставало все більш скупченим, приїжджаючи з навколишніх районів, таких як Було Бланг Ара, Матангкулі, Бланг Джруен, Лхоксукон, Нісам, Кунда та Піді.
У 1956 році надзвичайним законом № 7 від 1956 року автономні регіони утворили округи в межах регіону провінції Північна Суматра, де одним із них є округ Північний Ачех зі столицею Лхоксеумаве.
У 1964 році Указом губернатора спеціального регіону Ачех № 34/GA/1964 від 30 листопада 1964 року було визначено, що Кемукіман Банда Сакті в районі Муара Дуа використовував свій власний район з назвою Район Банда Сакті.

## Географія
Місто Лхоксемаве розташоване між 4˚–6˚ північної широти та 96˚–98˚ східної довготи із середньою висотою 13 метрів над рівнем моря. Лхоксемаве отримав статус незалежного міста (відокремленого від регентства Північний Ачех, яке оточує його з усіх боків суші) на основі Закону № 2 від 2001 року від 21 червня 2001 року. Місто Лхоксемаве поділяється на 4 райони, 9 жителів, 68 сіл і 259 селищ у межах області. Лхоксемаве утворює напіванклав у регентстві Північний Ачех.
| Напрямок | Місцезнаходження                                   |
| -------- | -------------------------------------------------- |
| Північ   | Селат Малака                                       |
| Південь  | Округ Кута Макмур, регентство Північний Ачех       |
| Захід    | Кечаматан Девантара, регентство Північний Ачех     |
| Схід     | Кечаматан Сямталіра Баю, регентство Північний Ачех |

## Клімат
Лхоксеумаве має тропічний лісовий клімат (Af) з помірними та сильними опадами цілий рік.

## Адміністративні райони
Місто Лхоксеумаве це міське розширення регентства Ачех-Утара і розташоване на східному узбережжі Суматри. Місто Лхоксеумаве, розташоване між Банда-Ачехом і Меданом, займає стратегічне місце як канал розподілу торгових потоків у спеціальному регіоні Ачех.
При утворенні в 2001 році місто було адміністративно поділено на три райони (качетамани); з тих пір створення в 2004 році округу Муара Сату (раніше частина округу Муара Дуа) збільшило кількість до чотирьох. Нижче наведено таблицю з їхніми площами та населенням за переписами 2010 і 2020 років.
| Кечаматан    | Площа (км 2 ) | Населення у 2010 році перепис населення | Населення у 2020 році перепис населення | Кількість сіл |
| ------------ | ------------- | --------------------------------------- | --------------------------------------- | ------------- |
| Банда Шакти  | 11.24         | 73,542                                  | 77,802                                  | 18            |
| Бланг Мангат | 56.12         | 21 689                                  | 26,162                                  | 22            |
| Муара Дуа    | 57,80         | 44,209                                  | 50 920                                  | 17            |
| Муара Сату   | 55,90         | 31,723                                  | 33 820                                  | 11            |

Судячи з кількості сільських чиновників, район Бланг Мангат є найбільшим районом, що складається з 22 сіл, 78 селищ і 259 сільських чиновників.

## Туризм
Деякі визначні пам'ятки оцінені як рішуча підтримка можливостей сектору туризму:  
- Пляж Уджонг Бланг
- Пляж Ранконг
- Острів Сеумаду
- Реклама пляжу Пусонг
- Пляж Меуракса
- Пляж KP3
- Річка Круенг Кунда
- Вадук Пусонг
- Парк Ріяда
- Село P. Ramlee (великий малазійський художник, родом з Ачеха).

## Транспорт
- Аеропорт Малікуссале та аеропорт Лхоксукон
- Морський порт Крюнгеукеу

### Громадський транспорт
Однією з унікальних особливостей міста Лхоксеумаве є моторизовані рикші, відомі як Becak Motor або Becak Mesin. Рикші зустрічаються практично повсюдно. Вартість проїзду на рикші є відносно дешевою і зазвичай обговорюється заздалегідь перед поїздкою. 